# 星期五美式餐廳
（簡稱：Fridays），是一間專注於休閒餐飲的美國連鎖餐廳。
星期五美式餐廳公司是哨兵資本合夥（Sentinel Capital Partners）與三工匠資本合夥（TriArtisan Capital Partners）於2014年5月從卡爾森集團手中收購的子公司。其名取自於英文詞句TGIF（Thank Goodness It's Friday），「感謝上帝，今天是星期五」之意。雖然截至2010年，該餐廳的一些電視廣告使用著「Thank God It's Friday's」標語，但該公司稱原意其實是代表「Thank Goodness It's Friday」。餐廳以其店面裝潢著稱，有著紅色條紋頂蓬、銅欄杆及蒂芬妮燈飾，也常使用古董作為裝飾。
2024年11月2日，TGI Friday's在美國聲請破產保護。

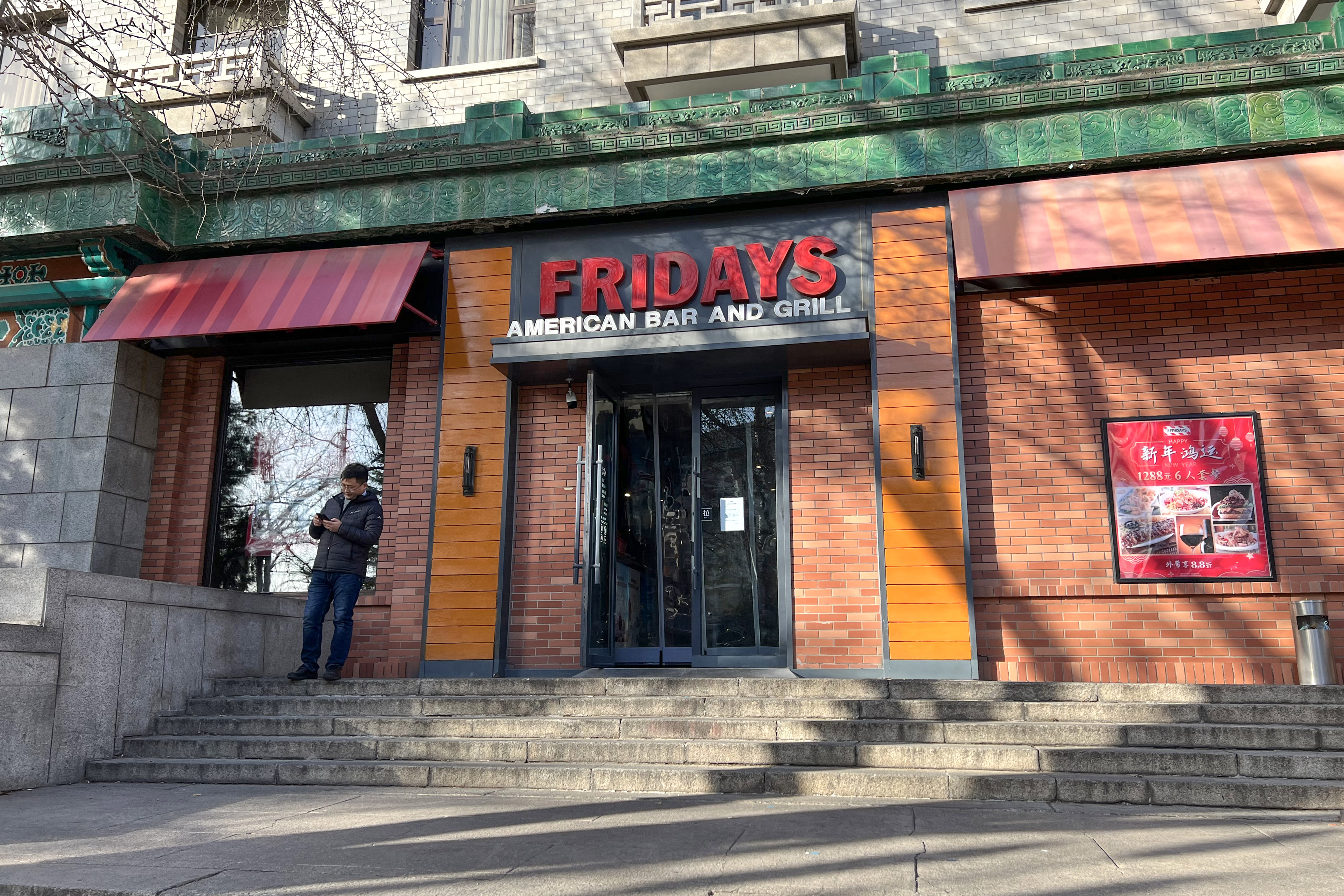
北京友谊宾馆分店

## 外部連結
- TGI Fridays （页面存档备份，存于）
  - TGI Fridays的Instagram帳戶
  - TGI Fridays的X（前Twitter）
  - TGI Fridays的Facebook專頁
  - YouTube上的TGI Fridays頻道
- 星期五美式餐廳（台灣） （页面存档备份，存于）
  - TGI FRIDAYS Taiwan的Facebook專頁
  - YouTube上的TGI FRIDAYS Taiwan頻道
  - 台灣公司資料